# Ex vivo
Ex vivo (del llatí que significa: "fora de la vida") significa el que té lloc fora d'un organisme. En la ciència, ex vivo es refereix als experiments o mesuraments fets en o sobre teixit biològic en un ambient artificial fora de l'organisme amb les alteracions mínimes de les condicions naturals. Les condicions Ex vivo permeten experiments sota condicions més controlades que les que són possibles en experiments in vivo (en l'organisme intacte).
Un avantatge principal de fer servir teixits ex vivo és que permet fer proves o mesuraments que no són possibles per raons ètiques en subjectes vius.
En biologia cel·lular els procediments ex vivo sovint impliquen cèl·lules vives o teixits trets d'un organisme i cultivats en aparells de laboratori, normalment sota condicions no alterades durant fins a 24 hores. Si es passa de les 24 hores els experiments es consideren in vitro.